# Tommy Lawrence
Thomas Johnstone Lawrence (Dailly, 14 de maio de 1940 – Warrington, 9 de janeiro de 2018) foi um futebolista escocês que atuava como goleiro. Foi um dos precursores da função de goleiro-líbero no futebol.

## Carreira
Depois de jogar no Warrington Town, Lawrence assinou com o Liverpool em outubro de 1957, com apenas 17 anos de idade, quando os Reds disputavam a Segunda Divisão. Sua estreia como titular foi apenas em 1962, contra o West Bromwich Albion, no lugar de Jim Furnell. Desde então, o Liverpool, que voltaria ao primeiro nível do futebol inglês, melhorou seu desempenho e terminou o campeonato em nono lugar.
Conhecido como "O Porco Voador" por sua agilidade, embora não estivesse na forma ideal para um goleiro, utilizava essa habilidade para ficar 10 metros além do permitido (na época) longe de sua área, por ordem do técnico Bill Shankly, sendo um protótipo do goleiro-líbero. Perdeu a posição em 1970 para um ainda jovem Ray Clemence, que estava desde 1967 nos Reds, e só disputaria mais um jogo pelo clube, em 1971, mesmo ano em que foi para o Tranmere Rovers, onde se despediu dos gramados em 1974, aos 34 anos.

## Carreira na Seleção
Durante sua passagem pelo Liverpool, Lawrence jogou apenas 3 vezes pela Seleção Escocesa, entre 1963 e 1969.

## Reconhecimento e morte
Em fevereiro de 2015, O ex-goleiro voltou a ser destaque na Inglaterra quando foi entrevistado por Stuart Flinders, um repórter da BBC. Perguntado sobre o dérbi de Liverpool em 1967, Lawrence falou ao jornalista: "Eu lembro-me. Eu joguei nessa partida. Fui goleiro do Liverpool". Faleceu em 9 de janeiro de 2018, aos 77 anos de idade.

## Títulos
Liverpool
- Football League First Division: 1963–64, 1965–66
- Copa da Inglaterra: 1964–65
- Supercopa da Inglaterra: 1964, 1965, 1966